# Hadena cailinita
Hadena cailinita är en fjärilsart som beskrevs av Max Wilhelm Karl Draudt 1934. Hadena cailinita ingår i släktet Hadena och familjen nattflyn. Inga underarter finns listade i Catalogue of Life.